# ハートピアきつれ川
ハートピアきつれ川（ハートピアきつれがわ）は、かつて栃木県さくら市に存在したホテルと精神障害者の授産施設等で構成された福祉施設である。現在、建物は老人福祉施設「ハートピア さくらの郷」として活用されている。

## 概要
1991年（平成3年）8月に厚生省が、統合失調症や気分障害などの患者家族による精神障害者家族会の全国連合組織財団法人全国精神障害者家族会連合会（略称・全家連）へ構想を持ち込み指示して、塩谷郡喜連川町（現・さくら市）に建設し運営させた福祉施設群である。精神障害者の福祉施設単位で構成している団体の社会福祉法人全国精神障害者社会復帰施設協会（全精社協、茨城県つくば市）も打診されるも、施設は直接運営しない方針の旨で断った。構想当時の概要は100人収容の宿泊施設、定員30人の授産施設、施設の総工費は9億5000万円で、家族会会員から得た約1億円強の寄付金を差し引いた総工費8億円強を年4千万円・20年弱かけて返済して行く目論見であった。
施設の特徴としては、小規模なリゾートホテルと同等の設備において、リネン（シーツ・タオル等）の交換など、一般客の目に触れない裏方の仕事を住み込みで授産していた点が大きいとされている。また、通常の授産施設も併設されている。また、喜連川温泉界隈では浴室が比較的華美な内装となっている。
収益は毎年赤字であり、全家連は厚生省・厚生労働省から受給した補助金を目的外となる当施設建設費用の長期借入金返済に流用し、運営を続けていた。2002年（平成14年）にこれが明るみに出て、厚労省から補助金の支給停止と、支給済みの補助金に損害金相当の利息を上乗せした金額（5億3900万円）の返還を求められる。当施設の借入金返済も合わさり運営が行き詰まる格好で、2007年（平成19年）4月に全家連の自己破産を申請。全精社協が譲受することになった。
2009年（平成21年）3月で保養部（宿泊・日帰り入浴）を休止し、授産施設のみ存続と規模の縮小が行われた。しかし、全精社協においても厚労省に「障害者自立支援調査研究プロジェクト事業」に申請して得た約1億円の補助金を、複数の役員が当施設の運営費および私的（着服）に流用していた疑惑が浮上。同年9月に施設建物を千葉県内の医療法人への譲渡に合意したが、同年10月に全精社協役員ら4名が前出の容疑で大阪地方検察庁特捜部に逮捕される事態へ発展し、売却交渉が白紙状態となる。全精社協も2010年（平成22年）10月に東京地裁へ自己破産を申請し、施設の閉鎖を検討していることが明らかとなった。
2011年（平成23年）2月20日に関係者による「お別れ会」が開かれ、同年3月に授産施設も閉鎖され役目を終えた。
その後、千葉県船橋市に拠点を置く医療法人三松会の関連会社が施設を買収し、2011年12月1日より老人デイサービスを主体とした老人福祉施設「ハートピア さくらの郷」として建物が再活用されることになった。一般向けの日帰り入浴も復活している。

## 併設施設
- 授産施設 - 内職や陶器制作などを行っていた。
- 地域生活支援センター
- グループホーム

## 天下り問題
全家連理事を勤めた荒井元傅らの資料では、1994年（平成6年）12月に全家連理事長が厚生省に呼び出され、天下りの受け入れを強要された。条件は年収1,000万円。一旦は拒絶するが、ハートピアきつれ川の施設建設工事も始まっている上、補助金10億円のこともあり、厚生省との関係を絶つわけにはいかず受け入れることになり、元・役人がハートピアきつれ川の所長になった。